# Punctelia fimbriata
Punctelia fimbriata är en lavart som beskrevs av Marcelli & Canêz. Punctelia fimbriata ingår i släktet Punctelia och familjen Parmeliaceae.   Inga underarter finns listade i Catalogue of Life.